# Kalanjevci
Kalanjevci (cyr. Калањевци) – wieś w Serbii, w okręgu kolubarskim, w gminie Ljig. W 2011 roku liczyła 611 mieszkańców.